# Кастраційний комплекс
Кастраційний комплекс — концепція, розроблена Зигмундом Фрейдом, вперше представлена в 1908 році, спочатку як частина його теорії про перехід у ранньому дитячому розвитку від поліморфної перверсії інфантильної сексуальності до «інфантильної статевої організації», яка є основою для дорослої сексуальності. Травма, викликана відкриттям дитиною анатомічної різниці між статями (наявність або відсутність пеніса), породжує фантазію про жіноче вихолощення або кастрацію.

## Фалічна стадія
За Фрейдом, ранні стадії психосексуального розвитку дитини характеризуються поліморфною перверсією і двостатевим характером, однакові для обох статей. До фалічної стадії цього розвитку включно пеніс і клітор є провідними ерогенними зонами. Коли кастраційний комплекс починається з відкриття та збентеження дитини щодо анатомічної різниці між статями (наявність або відсутність статевого члена), робиться припущення, що ця різниця пов'язана з тим, що пеніс жінки був відрізаний або понівечений. Лібідна еквівалентність пеніса/клітора, заснована на визнанні дитиною лише одного статевого органу, поступається місцем фантазії про те, що жінки були кастровані. Це тягне за собою кастраційну тривогу для хлопчика та заздрість до пеніса для дівчинки.

## Едіпів комплекс
Фрейд стверджував, що комплекс кастрації тісно пов'язаний з Едіповим комплексом, особливо з його заборонною та нормативною функцією. Структура і наслідки кастраційного комплексу різні у хлопчика і дівчинки, припиняючи Едіпів комплекс у хлопчика, ініціюючи його у дівчинки. Для хлопчика анатомічна різниця (володіння пенісом) викликає кастраційну тривогу внаслідок передбачуваної батьківської погрози, зробленої у відповідь на його сексуальні дії. У випадку дівчини відсутність пеніса сприймається як позбавлення, заподіяна кривда, яку вона намагається заперечити, виправити чи компенсувати, прагнучи мати власну дитину. Відповідно кастраційний комплекс дівчини впливає на перенаправлення її лібідинальних бажань до батька і від матері, на яку вона ображається за те, що вона позбавила її пеніса, і супутнє зміщення клітора піхвою як провідною ерогенною зоною.

## Первісна фантазія
У своїй пізній роботі Фрейд включає комплекс кастрації в категорію первинних фантазій, які є універсальними у своєму походженні від табу на інцест, необхідної основоположної умови для всіх соціальних і культурних утворень людини. Як такі, вони впливають незалежно від конкретного культурного середовища окремого суб'єкта.